# Alpha (đội đặc nhiệm)
Ban "A" của Trung tâm Đặc nhiệm thuộc Tổng cục An ninh Liên bang Nga (tiếng Nga: Управле́ние «А» Це́нтра специа́льного назначе́ния Федера́льной слу́жбы безопа́сности Росси́йской Федера́ции), thường được biết đến với tên Alpha (tiếng Nga: Альфа) là một đơn vị chuyên biệt chống khủng bố thuộc OSNAZ (các lực lượng đặc biệt) của Cơ quan an ninh quốc gia Liên bang Nga (KGB trước đây).

## Chức năng
Chức năng chính của Alpha được cho là tiến hành các phi vụ chống khủng bố tại đô thị dưới sự phê chuẩn và chỉ đạo trực tiếp của giới lãnh đạo chính trị Nga. Tuy nhiên, ít điều được công khai hóa và những phi vụ khác đơn vị này có thể cũng thực hiện gồm bán quân sự, cảnh sát và/hay các chiến dịch bí mật, tương tự như các phi vụ mà Nhóm "V" (Vympel) thực hiện.

## Huấn luyện và trang bị
Alpha có quyền tiếp cận các vũ khí và trang thiết bị tinh vi. Họ đã sử dụng các tác nhân hóa học trong những phi vụ giải cứu (xem Tác nhân hóa học vụ khủng hoảng con tin Mátxcơva) và có khả năng hoạt động trong một môi trường NBC độc lập. Các thông tin khác về họ ít khi xuất hiện. Mọi người cho rằng lính Alpha có lính bắn tỉa và khả năng chống bắn tỉa, các dịch vụ cấp cứu y tế tốt, phá hoại, tình báo chiến thuật và các chức năng khác đặc trưng của cả các đội cảnh sát đặc biệt và giới chiến dịch đặc biệt. Không rõ họ có chuyên gia đàm phán giải cứu con tin riêng biệt không.

## Lịch sử

### Liên bang Xô viết
Alpha được thành lập ngày 28 tháng 7 năm 1974 bên trong KGB theo lệnh của Yuri Andropov, khi ấy là giám đốc KGB. Lực lượng này được dự định chức năng thực hiện các chiến dịch chống khủng bố giúp KGB có khả năng đối đầu với những vụ việc tương tự như vụ thảm sát Munchen năm 1972 trên lãnh thổ Liên Xô. Tuy nhiên, ngay từ đầu, các nhiệm vụ được trao cho họ đã vượt quá dự tính ban đầu.
Nhiệm vụ đáng chú ý nhất thời Liên Xô là cuộc tấn công vào cung điện của Amin tại Afghanistan ngày 27 tháng 12 năm 1979, chiến dịch đặc biệt đánh dấu sự khởi đầu của chiến tranh Xô viết tại Afghanistan. Theo nhiền nguồn tin Nga (gồm cả các cuộc hồi ký của các sĩ quan tại các đơn vị Alpha hay các đơn vị đặc biệt khác có tham gia vào vụ này), chiến dịch được gọi là "Storm-333". Mục tiêu của chiến dịch là đột chiếm một ngọn đồi cao dưới hỏa lực cực mạnh và cuộc cận chiến dữ dội đã làm thiệt mạng Tổng thống Afghanistan, Hafizullah Amin, cùng khoảng 200 quân cận vệ tinh nhuệ của ông ta. Trong chiến dịch này Alpha chỉ mất hai người trong khi các lực lượng khác của Xô viết mất 19 người. Các tòa nhà chính phủ khác như tòa nhà Bộ Nội vụ, tòa nhà Bộ An ninh Nội địa (KHAD) và Cung điện Darul Aman cũng bị chiếm giữ trong chiến dịch này, và đây được các cựu chiến binh của Alpha coi là chiến dịch thành công nhất trong lịch sử của họ. Đơn vị này cũng phải hoạt động thường xuyên sau khi Liên Xô đã chiếm được Afghanistan.
Tháng 10 năm 1985, Alpha được biệt phái tới Beirut, Liban, khi bốn nhà ngoại giao Xô viết bị nhóm du kích Hồi giáo Sunni bắt làm con tin. Khi nhóm Alpha tới nơi, một trong bốn con tin đã bị giết. Các thủ phạm và họ hàng của chúng đã bị các đặc vụ làm việc cho KGB xác định, và những người họ hàng đã bị bắt làm con tin. Theo chính sách chung 'không đàm phán', Alpha lấy một số bộ phận cơ thể các con tin của họ và gửi chúng cho những kẻ bắt cóc với một lời cảnh báo rằng các hành động hơn nữa sẽ tiếp tục nếu các con tin Nga không được thả ngay lập tức. Chiến thuật đã thành công và không một người mang quốc tịch Nga nào khác bị bắt làm con tin ở Trung Đông trong suốt 20 năm sau đó, cho tới vụ bắt cóc các nhà ngoại giao Nga ở Iraq năm 2006.
Trong cuộc đảo chính Xô viết năm 1991 Alpha (dưới sự chỉ huy của Thiếu tướng Viktor Karpukhin) được trao nhiệm vụ đột nhập vào Nhà Trắng, trụ sở Nghị viện Nga, và giết Boris Yeltsin cùng các lãnh đạo Nga khác sau một vụ tấn công đã được lên kế hoạch vào lối chính bởi lính dù. Lệnh này đã không được toàn thể đơn vị tuân theo. Các thành viên nhóm đã trà trộn vào các đám đông và ước tính khả năng tiến hành nó. Theo những lời kể của họ vào những tháng sau đó, nó đã có thể được thực hiện thành công, và hoàn thành mục tiêu chỉ trong vòng 20 tới 25 phút, nhưng sẽ dẫn tới cái chết của hàng trăm nếu không nói là hàng nghìn dân thường.

### Liên bang Nga
Theo một số nguồn tin quân sự Nga, đơn vị này đã "giảm uy tín" và mất tinh thần bởi các hành động lôi kéo chính trị trong những trận đấu chính trị xung quanh sự sụp đổ của Liên bang Xô viết, trong đó KGB tìm cách sử dụng đường lối cứng rắn chống lại Mikhail Gorbachev năm 1991, và Tổng thống Nga Boris Yeltsin cũng đã sử dụng đơn vị này như một dụng cụ sức mạnh khi tấn công vào Nhà Trắng Nga trong cuộc Khủng hoảng hiến pháp Nga năm 1993. Sau cuộc khủng hoảng năm 1993, Alpha và Vympel nhanh chóng được chuyển giao cho MVD (Bộ Nội vụ).
Đơn vị tiếp tục tồn tại sau sự sụp đổ của Liên bang Xô viết và đã được sử dụng trong nhiều tình huống khủng hoảng như hành động gây tranh cãi rất nhiều của họ trong việc xử lý vụ khủng hoảng con tin nhà hát Mátxcơva năm 2002 (được các nhân viên Alpha gọi là "chiến dịch thành công đầu tiên của chúng tôi trong nhiều năm") và vụ khủng hoảng con tin trường học Beslan năm 2004 trong đó nhóm này đã phải chịu thiệt hại chính thức to lớn nhất trong lịch sử hoạt động.